# Aleksej Pazjitnov
Alekséj Leonídovitj Pázjitnov (kyrilliska: Алексе́й Леони́дович Па́житнов), född 1955, är en rysk datortekniker som utvecklade det klassiska datorspelet Tetris. Detta gjorde han medan han jobbade på Ryska vetenskapsakademins datorcentrum, ett statligt drivet utvecklingscentrum.

## Biografi
Pazjitnov skapade Tetris med hjälp av Dmitrij Pavlovskij och Vadim Gerasimov 1984. Spelet, som först var tillgängligt i Sovjetunionen spreds till västvärlden 1986. Pazjitnov skapade även den mindre kända uppföljaren till Tetris, vid namn Welltris, som utgår från samma princip som Tetris, men i en 3D-miljö där man ser brädet uppifrån.
Den sovjetiska byråkratin licensierade Tetris, och marknadsförde det med sloganen "From Russia with Love" ("från Ryssland med kärlek"). Då Pazjitnov var anställd hos den sovjetiska staten fick han inga royalties för sitt spel. 1991 flyttade Pazjitnov tillsammans med Vladimir Pochilko till USA och grundade Tetris Company tillsammans med Henk Rogers.
Han hjälpte även till att utforma pusslen i SNES-versionen av Yoshi's Cookie.
Han började arbeta för Microsoft i oktober 1996, och arbetade med utvecklingen av Microsoft Entertainment Pack och MSN Mind Aerobics.
Den 18 augusti 2005 utannonserade Wildsnake Software att Pazjitnov kommer att arbeta med dem med deras nya samling pusselspel.

## Ludografi
| Spelnamn                                       | Först lanserad | Maskin                                                      | Pazjitnovs roll(er)                                   |
| ---------------------------------------------- | -------------- | ----------------------------------------------------------- | ----------------------------------------------------- |
| Tetris                                         | 1984           | Elektronika 60, IBM-PC                                      | Utvecklare (med Vadim Gerasimov & Dmitrij Pavlovskij) |
| Welltris                                       | 1989           | Amiga, Atari ST, Commodore 64, DOS, Macintosh & ZX Spectrum | Formgivare (med Andrej Sgenov)                        |
| Faces                                          | 1990           | DOS, Macintosh                                              | Utvecklare (med Vladimir Pochilko)                    |
| Hatris                                         | 1990           | PC Engine, Arkad, Game Boy & NES                            | Utvecklare                                            |
| Knight Move                                    | 1990           | Famicom Disk System                                         | Idealist                                              |
| El-Fish                                        | 1993           | DOS                                                         | Utvecklare (med Vladimir Pochilko)                    |
| Knight Moves                                   | 1995           | Microsoft Windows                                           | Idealist                                              |
| Pandora's Box                                  | 1999           | Windows                                                     | Formgivare                                            |
| Microsoft Puzzle Collection Entertainment Pack | 2000           | Windows & Game Boy Color                                    | Formgivare                                            |
| Hexic                                          | 2003           | Windows                                                     | Utvecklare och formgivare                             |
| Hexic HD                                       | 2005           | Xbox 360                                                    | Utvecklare och formgivare                             |
| Dwice                                          | 2006           | Windows                                                     | Formgivare                                            |
| Hexic 2                                        | 2007           | Xbox 360                                                    | Formgivare                                            |